# Marquesado de los Soidos
El marquesado de los Soidos es un título nobiliario español creado por el rey Carlos III de España el 1 de noviembre de 1785, con el vizcondado previo de San Antonio, a favor del noble portugués Jerónimo António Pereira Coutinho Pacheco de Vilhena e Brito, caballero de la Orden de Santiago. El 3 de mayo de 1787, el mismo rey le concedió la grandeza de España.
Todos los miembros de esta familia, han estado siempre muy vinculados con Portugal, donde han tenido siempre su residencia. Sus descendientes incluyen a António Xavier Pereira Coutinho, cuyo bisnieto Vasco Manuel de Quevedo Pereira Coutinho ha sido creado I marqués de Pereira Coutinho el 7 de abril de 2011.

## Armas
La rama principal de esta casa usa por armas: escudo escuartelado: en el 1.º cuartel las armas de los Coutinho; en el 2.º cuartel las armas de los Pereira; en el 3.º cuartel las armas de los de Azevedo señores de São João de Rei; y en el 4.º cuartel las armas de los Pacheco; sobre el todo: un escudete con el 1.º y el 4.º cuarteles de las armas de los Manuel de Villena; timbre: Coutinho; corona de marqués; manto y corona de grande de España. La rama secundaria de esta casa usa por armas: escudo escuartelado: en el 1.º cuartel las armas de los Coutinho; el 2.º cuartel partido en pala: el la  1.ª partición las armas de los Arrais; en la 2.ª partición las armas de los de Mendonça; el 3.º cuartel partido en pala: en la 1.ª partición las armas de los Pimentel antiguas; en la 2.ª partición las armas de los Nogueira; en el 4.º cuartel las armas de los Coutinho; sobre el todo: un escudete con las armas de los Pereira; timbre: Coutinho; corona de marqués; manto y corona de grande de España.

## Marqueses de los Soidos
|                                 | Titular                                                      | Periodo                 |
| Creación por Carlos III         | Creación por Carlos III                                      | Creación por Carlos III |
| ------------------------------- | ------------------------------------------------------------ | ----------------------- |
| I                               | Jerónimo António Pereira Coutinho Pacheco de Vilhena e Brito | 1785-1787               |
| II                              | Antonio Luis Pereira Coutinho Pacheco de Vilhena             | 1787-1799               |
| III                             | Jerónimo António Pereira Coutinho                            | 1799-1814               |
| IV                              | António Xavier Pereira Coutinho                              | 1816-1852               |
| V                               | António Luis Pereira Coutinho                                | 1852-1908               |
| Rehabilitación por Alfonso XIII |                                                              |                         |
| VI                              | Francisco Sánchez-Pleytés e Hidalgo de Quintana              | 1910-1914               |
| VII                             | María Carlota Sánchez-Pleytés y Jiménez                      | 1915-1967               |
| VIII                            | Francisco José Cabello y Sánchez-Pleytés                     | 1969-2010               |
| IX                              | Francisco José Cabello y Suárez-Guanes                       | 2011-actual titular     |

## Titulares del marquesado de los Soidos
- Jerónimo António Pereira Coutinho Pacheco de Vilhena e Brito (m. 1 de abril de 1787), I vizconde de San Antonio y luego I marqués de los Soidos.[6]

Casó con María Justina de Mendonça Arrais (m. 21 de julio de 1786). El 3 de mayo9 de 1787, sucedió su hijo:
- Antonio Luis Pereira Coutinho Pacheco de Vilhena (m. 19 de junio de 1799), II marqués de los Soidos.[6]

Contrajo matrimonio, el 21 de noviembre de 1774, con Isabel Teresa Bárbara Pereira Neto Pato de Novais. Le sucedió su hijo;
- Jerónimo António Pereira Coutinho (m. 23 de agosto de 1814), III marqués de los Soidos.[6] :: Soltero, le sucedió su hermano en 1816:[2]

- António Xavier Pereira Coutinho (m. 13 de octubre de 1852), IV marqués de los Soidos.[6]

Casó, el 8 de junio de 1817, con María da Madre de Deus de Lemos Pereira de Lacerda. Le sucedió su hijo:
- António Luis Pereira Coutinho (Lisboa, 1818-Alcochete, 9 de agosto de 1908),[7] V marqués de los Soidos.[2][6]

El 22 de abril de 1844 contrajo matrimonio con María José da Graça Teles de Melo de Almeida.
Rehabilitación en 1909
- Francisco Sánchez-Pleytés e Hidalgo de Quintana[1][8] (Estepa, bautizado el 21 de junio de 1862-Madrid, 24 de julio de 1914), VI marqués de los Soidos,[6][9][6] que rehabilitó el título en 1909,[1] marqués de Frómista[b] caballero de la Orden de Calatrava,[8] y senador del Reino por derecho propio en las legislaturas 1910, 1911 y 1914.[10]

Casó en primeras nupcias con María de los Dolores de Villaverde y de los Hoyos (m. 13 de junio de 1892) y en segundas con Josefa Jiménez y Jiménez. Le sucedió, en 1915, su hija del segundo matrimonio:
- María Carlota Sánchez-Pleytés y Jiménez (Madrid, 27 de diciembre de 1896-8 de mayo de 1967[6]), VII marquesa de los Soidos[6] y XIV marquesa de Frómista.

Casó con Pedro Cabello y Maíz (m. Madrid, 13 de enero de 1973). Le sucedió su hijo en 1977:
- Francisco José Cabello y Sánchez-Pleytés (m. 4 de noviembre de 2010), VIII marqués de los Soidos[6][11] y marqués de Frómista.

Casó con María del Carmen Suárez-Guanes y González de la Riva (m. Córdoba, 6 de mayo de 2000). Le sucedió su hijo:
- Francisco José Cabello y Suárez-Guanes, IX marqués de los Soidos, grande de España[6][2][12] y marqués de Frómista,[13]

Casó con Leonor Gámez Benito.